# Magnolia wugangensis
Magnolia wugangensis este o specie de plante din genul Magnolia, familia Magnoliaceae, descrisă de T.B.Zhao, W.B.Sun și Zhi X.Chen. Conform Catalogue of Life specia Magnolia wugangensis nu are subspecii cunoscute.